# Toy Selectah
Antonio Hernández (Monterrey, 18 de abril de 1975), conocido por su nombre artístico Toy Selectah, es un DJ, productor y músico mexicano. Su carrera inició como parte del grupo Control Machete y ha incluido la colaboración con artistas como M.I.A., Cypress Hill,  Thievery Corporation, Café Tacvba, Manu Chao, Gustavo Cerati y Celso Piña, entre muchos otros.

## Trayectoria musical
Iniciado como "Toy" o "DJ Toy" cuando era parte de Control Machete, adoptó en 2008 el nombre artístico Toy Selectah, proyecto en el cual además de interpretar sus creaciones y mezclas en vivo, colabora con otros artistas tanto en la producción como en la reversión de canciones. Su estilo abarca la fusión de una variedad amplia de ritmos latinoamericanos como la cumbia mexicana con la tradición del hip hop y la música electrónica. 
Fue director artístico del subsello Machete Music de Universal Music Group, el cual influyó en la difusión mundial del reggeatón y es propietario del sello Sones del Mexside. Fundó el proyecto Compass con Camilo Lara de Instituto Mexicano del Sonido.
Desde 2017 se dedica al desarrollo de un grupo de sellos discográficos parte de lo que se conoce como Worldwide Records |url= (enlace roto disponible en Internet Archive; véase el historial, la primera versión y la última).

## Discografía

### En colaboración
- Compass (2016)

## Colaboraciones
- 2001 - "Cumbia sobre el río" de Celso Piña (productor)

- 1998 - loko-pro, A.N.I.M.A.L Poder Latino,  latino machete music